# Bobovik
Bobovik (Servisch: Бобовик) is een plaats in de Servische gemeente Vladimirci. De plaats telt 307 inwoners (2002).